# David Cremin
David Cremin (ur. 22 lutego 1930 w Ballydoorty) – australijski duchowny rzymskokatolicki irlandzkiego pochodzenia, w latach 1973–2005 biskup pomocniczy Sydney.

## Życiorys
Święcenia kapłańskie otrzymał 12 czerwca 1955. Udzielił mu ich John Joseph Scanlan, ówczesny biskup pomocniczy Honolulu. Został następnie inkardynowany do archidiecezji Sydney. 25 października 1973 papież Paweł VI mianował go biskupem pomocniczym tej archidiecezji ze stolicą tytularną Cunga Féichin. Sakry udzielił mu 19 stycznia 1974 ówczesny arcybiskup metropolita Sydney, kardynał James Darcy Freeman. 22 lutego 2005, w dniu swoich 75. urodzin, przeszedł na emeryturę. Od tego czasu pozostawał w archidiecezji jako jeden z jej biskupów seniorów.